# Константин I Цариградски
Константин I је био патријарх цариградски у периоду од 674/675 до 677. године.

## Биографија
Пре него што је изабран за цариградског патријарха, Константин је био ђакон и скеуфилакс у храму Аја Софији.
674. или 675. године Константин је хиротонисан за патрјијарха Цариграда. Био је познат по својој борби против монотелитизма.
У православној цркви помен Константина I обележава се 29. јула.